# Pointe de Tarifa
La pointe de Tarifa, île de Tarifa ou encore île des Palombes, en espagnol Punta de Tarifa, Isla de Tarifa et Isla de Las Palomas, est un cap d'Espagne qui constitue le point le plus méridional de l'Andalousie, de la péninsule Ibérique et de l'Europe continentale. Il est constitué d'une ancienne petite île circulaire reliée au continent par un tombolo renforcé d'une chaussée connecté à la ville de Tarifa. L'île est intégralement occupée par un fort. Baigné par le détroit de Gibraltar, le cap fait face aux côtes marocaines et notamment la ville de Ksar Sghir. On y trouve le phare de Punta de Tarifa construit sur la Torre de Isla de las Palomas classé comme Bien d'intérêt culturel.

## Ruban bleu
À l'époque des paquebots transatlantiques, le passage par la pointe de Tarifa constitue la ligne de départ du trophée Hales (dit aussi Ruban bleu) récompensant le navire à passagers le plus véloce sur le parcours Europe-New York. 
Le passage devant la pointe de Tarifa concerne la route sud au départ d'un port de la mer Méditerranée, celui de la route nord ayant pour point de départ le phare britannique de Bishop Rock dans les îles Scilly,  l'arrivée à New York étant jugée devant le bateau feu d'Ambrose. En pratique, le seul détenteur du Ruban bleu sur le parcours Tarifa-New York fut longtemps le Paquebot Rex, orgueil de l'Italie mussolinienne en 1935 et uniquement pour le parcours Westbound (d'est en ouest). Le catamaran ultra rapide Catalonia remporte le trophée Hales  sur le parcours New York-Tarifa en 1998 avec une moyenne de 38,9 nœuds (environ 75 km/h).

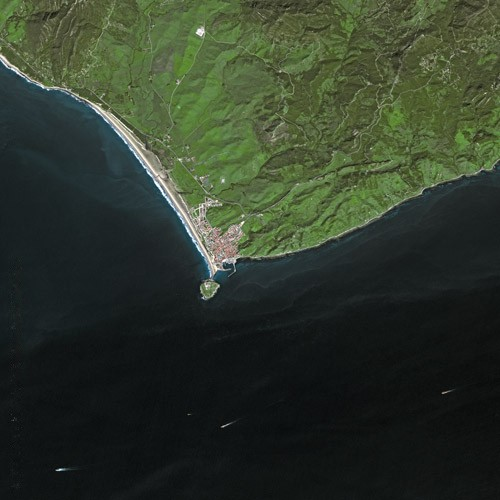
Image satellite de la pointe de Tarifa.